# Tigre de Champawat

Tigre de Champawat

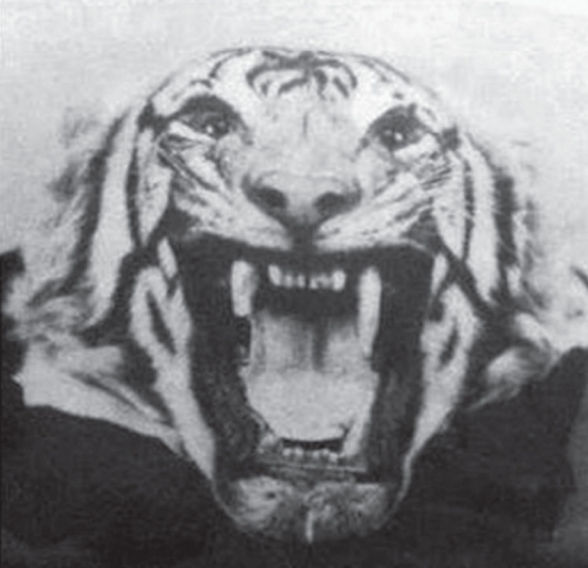
Tigre de Champawat

El  Tigre de Champawat fue un tigre de Bengala hembra responsable de un estimado de 436 muertes en Nepal y el área de Kumaon, en Uttarakhand, India, la mayoría ocurridas en los últimos años del siglo XIX y primeros del XX. Sus ataques han sido listados en el Libro Guinness de los récords como el más alto número de muertes causadas por un tigre.
La tigresa fue abatida en 1907 por el cazador Jim Corbett. Se descubrió que tenía rotos los caninos derechos, según Corbett, por un antiguo disparo, lo que le impidió cazar sus presas naturales y decantarse por los humanos. Corbett informó que aparte la lesión dental, la tigresa tenía buena salud y entre diez y doce años.usaba calibre grande para mantener sana la población.